# Kalgwa kkot
Kalgwa kkot (hangŭl: 칼과 꽃, lett. La lama e il fiore; titolo internazionale The Blade and Petal, conosciuta anche come Sword and Flower) è una serie televisiva sudcoreana trasmessa su KBS2 dal 3 luglio al 5 settembre 2013.

## Trama
La dinastia Goguryeo è in declino. Il generale militare Yeon Gaesomun vuole entrare in guerra contro la dinastia Tang, ma il pacifico re Yeongnyu opta per la diplomazia e la stabilità della nazione, portando il consiglio di palazzo a dividersi tra "falchi" e "colombe". Un giorno i figli del re, l'intelligente principessa So-hee e il fragile principe della corona Hwangwon, vengono attaccati nella loro vettura da alcuni uomini assoldati da Yeon Gaesomun per ucciderli, ma vengono salvati nell'ombra da Choong, figlio illegittimo di Yeon Gaesomun, in arrivo nella capitale per ottenere udienza dal padre. Poco dopo, Choong e So-hee s'incontrano al mercato e s'innamorano a prima vista.
Choong entra nelle guardie reali per dimostrare le sue abilità di combattente al padre, diventando una delle guardie del corpo di So-hee, che ignora la sua paternità, mentre Yeon Gaesomun e Jang, il nipote del re, siglano un'alleanza per conquistare il trono. Quando il fratello e il padre di So-hee muoiono e la ragazza vede Choong sul campo di battaglia, si convince che l'amato faccia parte della cospirazione, senza rendersi conto che Choong ha rischiato la vita combattendo i soldati del padre per difenderla. Yeon Gaesomun pone Jang sul trono con il nome Bojang, diventando lui stesso il gran primo ministro e, di fatto, il vero governante. Credendo che So-hee sia morta, Choong si unisce alla causa del padre come punizione per essere stato troppo debole e non essere riuscito a proteggere So-hee; in realtà, la principessa è stata protetta dal Geumhwadan, un gruppo segreto di guerrieri che proteggono la famiglia reale in caso di crisi. Con il nuovo nome di Moo-young, So-hee si finge un uomo ed entra nel Choeuibu, il gruppo di agenti d'elite di Yeon Gaesomun, per vendicare la sua famiglia.

## Personaggi

### Personaggi principali
- Principessa So-hee/Moo-young, interpretata da Kim Ok-bin.
La figlia del re, fiera, leale e capace, quando il padre e il fratello vengono uccisi giura vendetta e, travestita da uomo, entra nel Choeuibu, il gruppo di agenti d'elite di Yeon Gaesomun.
- Yeon Choong, interpretato da Uhm Tae-woong e Chae Sang-woo (da giovane).
Figlio illegittimo di Yeon Gaesomun, sua madre era una serva. Il suo più grande desiderio è essere accettato da suo padre, quindi si unisce alle guardie di palazzo per dimostrare le sue doti di guerriero e diventa una delle guardie del corpo della principessa.
- Yeon Gaesomun, interpretato da Choi Min-soo.
Un potente generale che, dati i sempre più frequenti attacchi della dinastia Tang, crede che la cosa migliore sia attuare una politica più aggressiva, e vuole che il re dichiari guerra.
- Re Yeongnyu, interpretato da Kim Yeong-cheol.
Il ventisettesimo sovrano di Goguryeo, è un ex soldato che crede nella diplomazia.
- Jang, interpretato da On Joo-wan.
Il nipote di Yeongnyu, tradisce la famiglia per unirsi a Yeon Gaesomun e, dopo il colpo di stato, diventa il ventottesimo e ultimo sovrano di Goguryeo con il nome di re Bojang.
- Yeon Namsaeng, interpretato da No Min-woo.
È il figlio maggiore, e legittimo, di Yeon Gaesomun.
- Mo-seol, interpretata da Park Soo-jin.
È una combattente dalla parte di Yeon Gaesomun.
- Shi-woo, interpretato da Lee Jung-shin.
È uno spadaccino provetto e il più giovane tra le guardie del corpo della principessa.

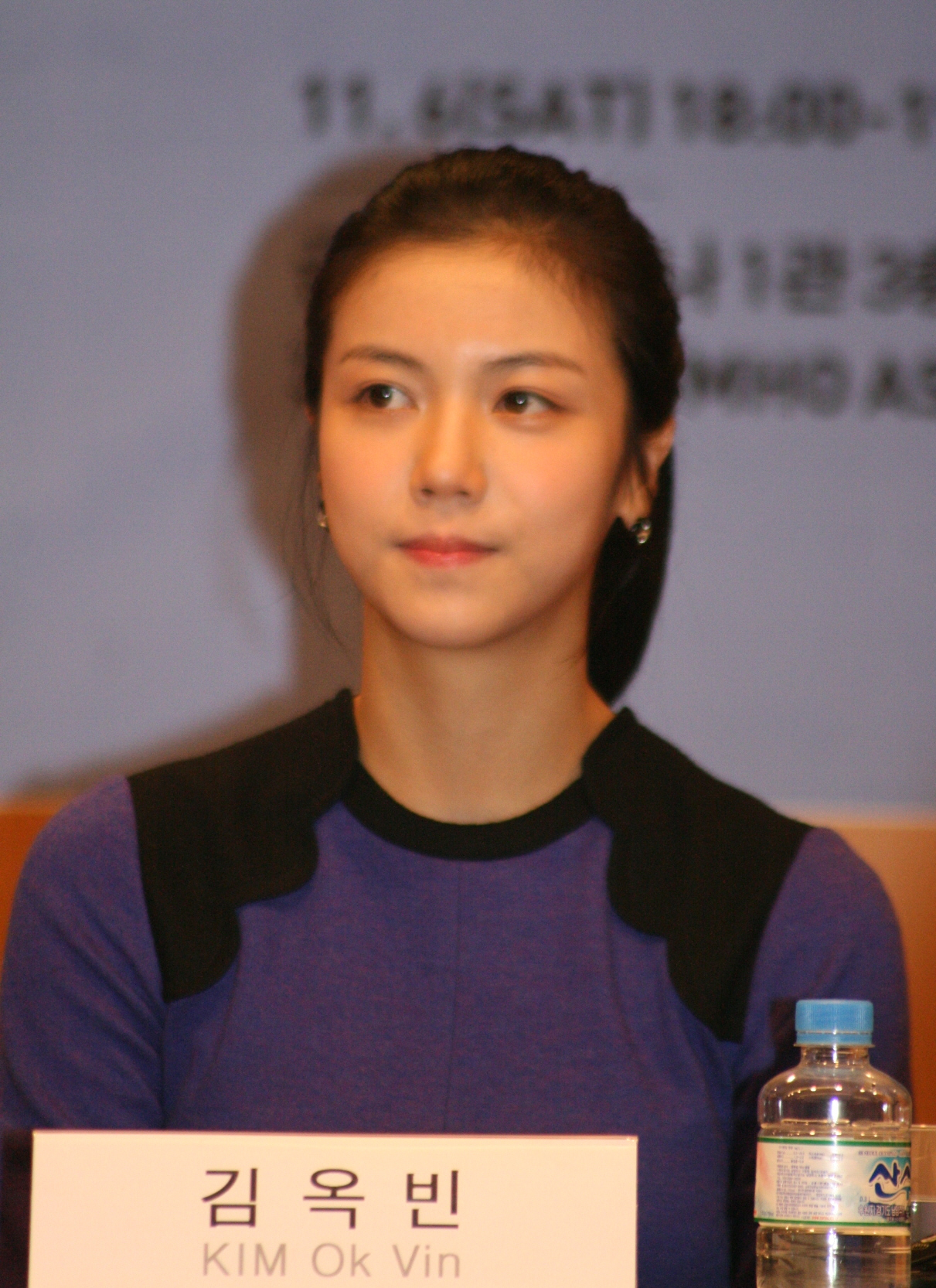
Kim Ok-bin interpreta la principessa So-hee/Moo-young.
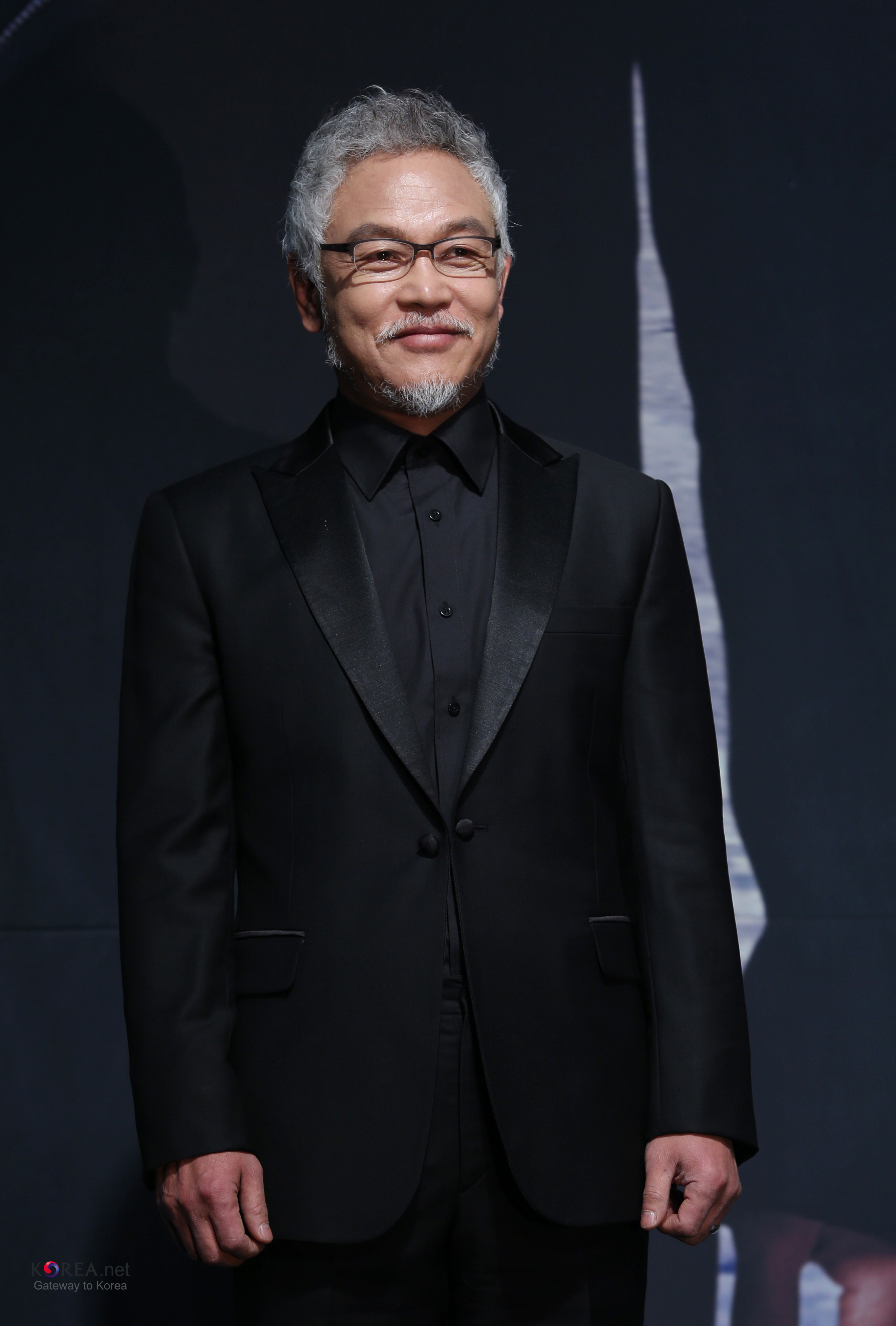
Kim Yeong-cheol interpreta il re Yeongnyu.
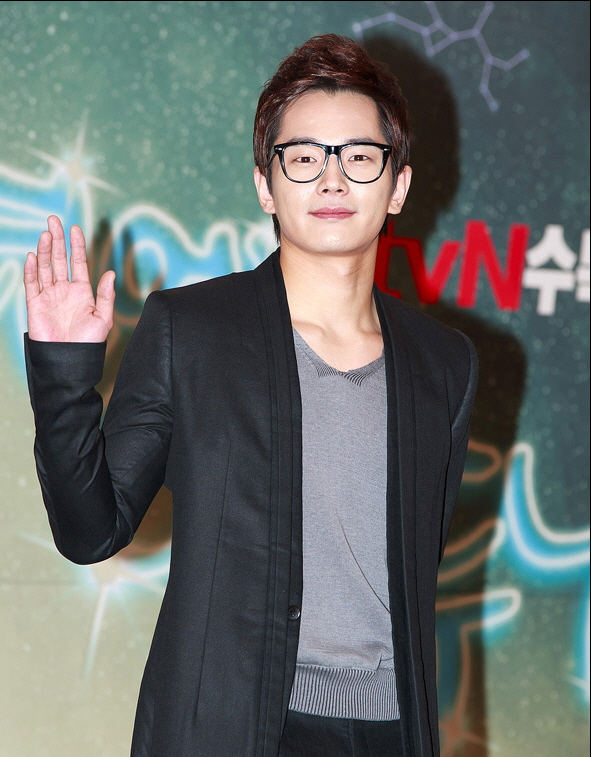
On Joo-wan interpreta Jang.
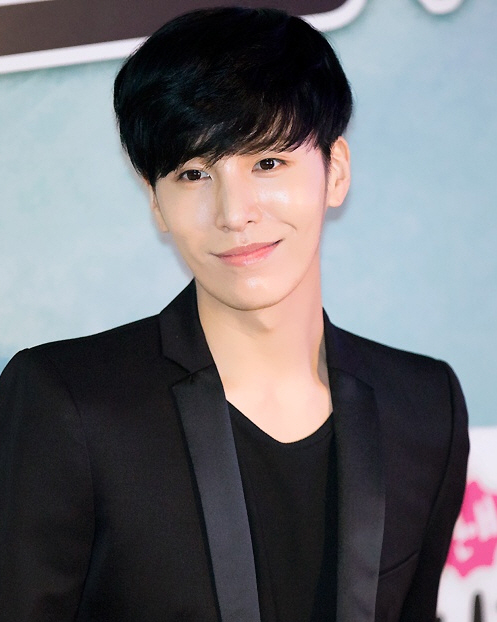
No Min-woo interpreta Yeon Namsaeng.
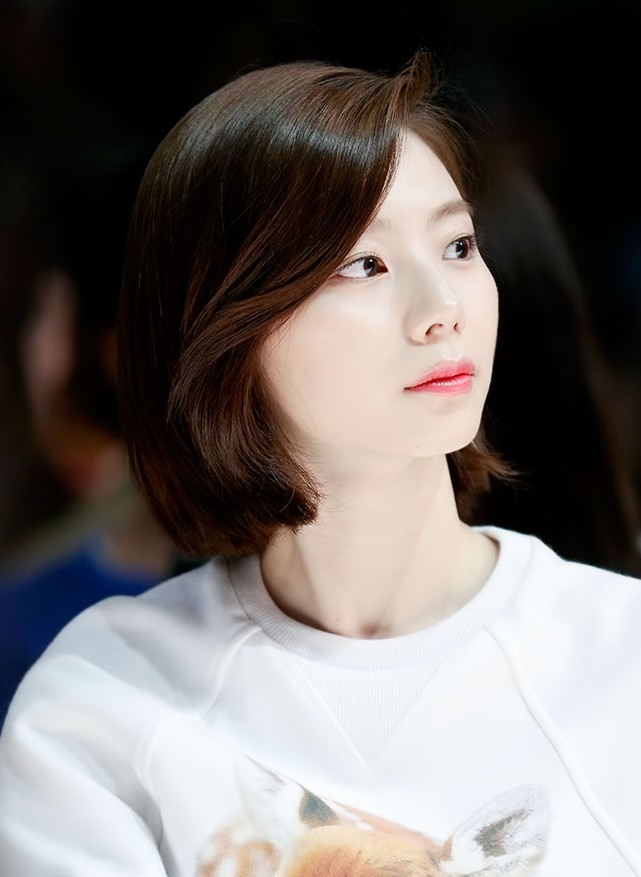
Park Soo-jin interpreta Mo-seol.

### Personaggi secondari

#### Geumhwadan
- So Sa-beon, interpretato da Kim Sang-ho.
- Boo-chi, interpretato da Jo Jae-yoon.
- Seol-young, interpretato da Yoo Seung-mok.
- Young-hae, interpretata da Kim Hyo-seon.
- Cho-hee, interpretata da Hyun Seung-min.
- Padre di Cho-hee, interpretato da Yoo Jae-myung.
- Dal-ki, interpretata da Shin Hye-jeong.
- Chi-woon, interpretato da Kwak Jung-wook.

#### Fazione del re Yeongnyu
- Principe Hwangwon, interpretato da Lee Min-ho.
- Seon Hoe-young, interpretato da Lee Dae-ro.
- Hae Tae-soo, interpretato da Kim Joo-young.
- Tae-kyung, interpretato da Jeon Hyun.
- Yeon Jung-mo, interpretato da Yoon Jin-ho.

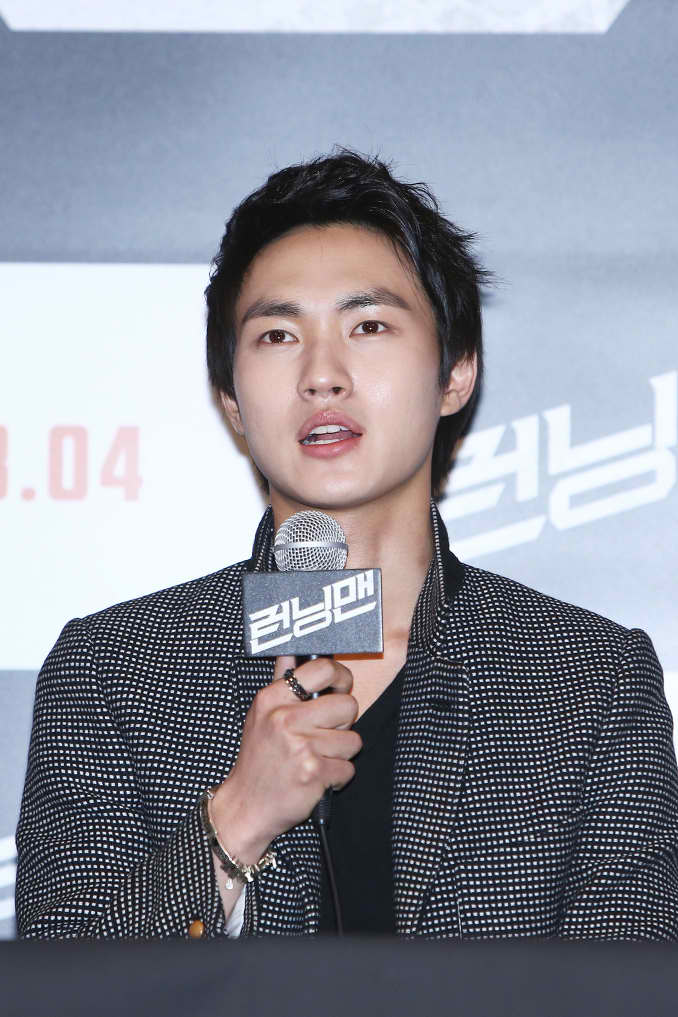
Lee Min-ho interpreta il principe Hwangwon.

#### Fazione di Yeon Gaesomun
- Ho-tae, interpretato da Goo Won.
- Yeon Jung-ro, interpretato da Ahn Dae-yong.
- Do-soo, interpretato da Lee Dae-yeon.
- On Sa-moon, interpretato da Park Yoo-seung.
- Assassino, interpretato da Park Joo-hyung.

#### Nobili neutrali
- Yang Moon, interpretato da Ju Jin-mo.
- Yang Jin-wook, interpretato da Hyun Chul-ho.
- Sun Do-hae, interpretato da Jeon Jin-ki.

#### Choeuibu
- Jang-po, interpretato da Lee Won-jong.
- Tae-pyung, interpretato da Lee Yi-kyung.
- Ji-kwan, interpretato da Kim Dong-seok.

### Personaggi minori
- Jin-goo, interpretato da Moon Hyuk.
- Choon-myung, interpretato da Bang Hyung-joo.
- Nang-ga, interpretata da Yoon So-hee.
- Guardia del corpo di Jang, interpretata da Park Sang-yeon.
- Yeong-boo, interpretato da Shin Hoo.

## Ascolti
| Episodio | Data di trasmissione | Dati TNMS           | Dati TNMS                  | Dati AGB            | Dati AGB                   |
| Episodio | Data di trasmissione | A livello nazionale | Area metropolitana di Seul | A livello nazionale | Area metropolitana di Seul |
| -------- | -------------------- | ------------------- | -------------------------- | ------------------- | -------------------------- |
| 1        | 3 luglio 2013        | 7,0%                | 7,0%                       | 6,7%                | 6,9%                       |
| 2        | 4 luglio 2013        | 5,5%                | 5,8%                       | 6,4%                | 6,6%                       |
| 3        | 10 luglio 2013       | 4,3%                | 5,3%                       | 5,4%                | 5,1%                       |
| 4        | 11 luglio 2013       | 4,3%                | 4,7%                       | 5,3%                | 4,9%                       |
| 5        | 17 luglio 2013       | 5,0%                | 5,2%                       | 4,5%                | 4,9%                       |
| 6        | 18 luglio 2013       | 4,1%                | 5,0%                       | 5,8%                | 5,4%                       |
| 7        | 24 luglio 2013       | 3,8%                | 4,3%                       | 5,6%                | 5,1%                       |
| 8        | 25 luglio 2013       | 4,2%                | 4,9%                       | 5,8%                | 5,6%                       |
| 9        | 31 luglio 2013       | 5,1%                | 6,1%                       | 5,5%                | 5,2%                       |
| 10       | 1º agosto 2013       | 4,7%                | 4,7%                       | 5,0%                | 5,0%                       |
| 11       | 7 agosto 2013        | 5,1%                | 4,9%                       | 6,3%                | 6,4%                       |
| 12       | 8 agosto 2013        | 4,7%                | 5,5%                       | 6,5%                | 6,3%                       |
| 13       | 14 agosto 2013       | 4,9%                | 5,8%                       | 6,4%                | 6,1%                       |
| 14       | 15 agosto 2013       | 4,1%                | 4,4%                       | 4,6%                | 4,4%                       |
| 15       | 21 agosto 2013       | 4,4%                | 4,7%                       | 5,7%                | 5,4%                       |
| 16       | 22 agosto 2013       | 3,9%                | 4,7%                       | 4,5%                | 4,7%                       |
| 17       | 28 agosto 2013       | 3,3%                | 3,4%                       | 5,0%                | 4,7%                       |
| 18       | 29 agosto 2013       | 4,0%                | 4,3%                       | 5,4%                | 5,1%                       |
| 19       | 4 settembre 2013     | 3,0%                | 3,6%                       | 5,0%                | 4,7%                       |
| 20       | 5 settembre 2013     | 3,2%                | 3,4%                       | 5,3%                | 5,5%                       |
| Media    | Media                | 4,4%                | 4,9%                       | 5,5%                | 6,0%                       |

## Colonna sonora
1. Dear Love (사랑아) – WAX
2. Even When I Die (죽어서라도) – F.I.X.
3. Rain Flower (비화) – No Min-woo

## Riconoscimenti
- 2013 – KBS Drama Awards
  - Nomination – Premio alla massima eccellenza, attore a Uhm Tae-woong.
  - Nomination – Premio all'eccellenza, attore in un drama di media lunghezza a Uhm Tae-woong.
  - Nomination – Premio all'eccellenza, attrice in un drama di media lunghezza a Kim Ok-bin.
  - Nomination – Miglior attore di supporto a Choi Min-soo.
  - Nomination – Miglior attrice bambina a Hyun Seung-min.
- 2014 – Asia Rainbow TV Awards
  - Nomination – Miglior drama in costume.